# Trattamento di fine rapporto
Il trattamento di fine rapporto, sigla TFR, detto anche liquidazione, è in Italia una porzione di retribuzione al lavoratore subordinato differita alla cessazione del rapporto di lavoro, effettuata da parte del datore di lavoro.
Con il decreto legislativo 5 dicembre 2005 n. 252 è stata emanata la nuova riforma della previdenza complementare, regolando la destinazione del TFR ai fondi pensione complementari, tramite il meccanismo del silenzio-assenso.

## Storia
Il TFR nasce il 21 aprile 1927 con la pubblicazione sulla Gazzetta Ufficiale n. 100 del 30 aprile 1927, che stabiliva il diritto del lavoratore ad un'indennità proporzionata agli anni di servizio svolti. Nel testo della Carta del Lavoro, che tracciava le basi programmatiche dell’economia della nuova Italia e dell’ordinamento corporativo, all’articolo 17 si legge: «Nelle imprese a lavoro continuo il lavoratore ha diritto, in caso di cessazione dei rapporti di lavoro per licenziamento senza sua colpa, ad una indennità proporzionata agli anni di servizio. Tale indennità è dovuta anche in caso di morte del lavoratore». La data della pubblicazione della Carta fu scelta in modo non casuale: il 21 aprile è data convenzionale indicante la fondazione di Roma, nonché la festa dei lavoratori durante il ventennio mussoliniano.
La legge n. 297 del 29 maggio 1982 ha riformato la disciplina precedente, sostituendo l'indennità di anzianità corrisposta a fine rapporto con il TFR a decorrere dal 1º giugno 1982. Fino all'introduzione della legge n. 297/1982 il trattamento di fine rapporto, denominato "indennità di anzianità", "indennità di servizio" o "liquidazione", veniva calcolato sulla base del prodotto dell'importo dell'ultima mensilità di retribuzione per il numero degli anni di servizio prestati.
A garanzia del TFR, prevista dal citato codice civile, la legge 297/1982, art. 2, istituisce un Fondo di Garanzia nazionale al quale possono rivolgersi i lavoratori di imprese in stato di insolvenza o dichiarate fallite, e ne affida la gestione all'INPS. Con la sentenza del 3 settembre 2007 n. 18481, la corte di cassazione, sezione lavoro, ha ribadito che il Fondo di Garanzia è accollante ex lege, responsabile in via solidale e sussidiaria, dei crediti e obbligazioni vantati dal datore di lavoro, e opera in sua sostituzione nel caso di insolvenza.

## Descrizione

### Soggetti destinatari
Sono assoggettati alla disciplina del TFR tutti i lavoratori del settore privato, e lavoratori del settore pubblico, limitatamente alle categorie rientranti nel cosiddetto pubblico impiego contrattualizzato assunti dopo la data del 31/12/2000.
Per le categorie di lavoratori pubblici in regime di rapporto di lavoro contrattualizzato, i criteri per il calcolo del TFR sono stabiliti dall'accordo nazionale quadro del 29/07/1999 e il D.P.C.M. del 20/12/1999.
Nel Pubblico impiego i trattamenti di fine servizio, specificamente l’Indennità di Buonuscita (IBU) e l’Indennità Premio di Servizio (IPS), sono prestazioni corrisposte dall’Istituto ai dipendenti pubblici iscritti alle casse ex ENPAS ed ex INADEL, assunti a tempo indeterminato entro il 31 dicembre 2000 nonché ai dipendenti ancora in regime di diritto pubblico, di cui all’articolo 3, decreto legislativo 165/2001. L

### Caratteristiche e disciplina normativa
Il TFR viene erogato in tutti i casi di cessazione del rapporto di lavoro, qualunque ne sia la ragione: licenziamento individuale e collettivo, dimissioni, ecc. La legge riconosce ai lavoratori subordinati il diritto di percepire un trattamento di fine rapporto, ai sensi dell'articolo 2120 del codice civile, rubricato Disciplina del trattamento di fine rapporto il quale stabilisce che:
- Garanzia del TFR: «In ogni caso di cessazione del rapporto di lavoro subordinato, il prestatore di lavoro ha diritto ad un trattamento di fine rapporto. Tale trattamento si calcola sommando per ciascun anno di servizio una quota pari e comunque non superiore all'importo della retribuzione dovuta per l'anno stesso divisa per 13,5. La quota è proporzionalmente ridotta per le frazioni di anno, computandosi come mese intero le frazioni di mese uguali o superiori a 15 giorni»;
- Rivalutazione del TFR (4° e 5° comma): «è incrementato, su base composta, al 31 dicembre di ogni anno, con applicazione di un tasso costituito dall'1,5% in misura fissa e dal 75% dell'aumento dell'indice dei prezzi al consumo per le famiglie di operai ed impiegati, accertato dall'ISTAT, rispetto al mese di dicembre dell'anno precedente»;
- Anticipazione del TFR: «Il prestatore di lavoro, con almeno otto anni di servizio presso lo stesso datore di lavoro, può chiedere, in costanza di rapporto di lavoro, una anticipazione non superiore al 70% sul trattamento cui avrebbe diritto nel caso di cessazione del rapporto alla data della richiesta.
Le richieste sono soddisfatte annualmente entro i limiti del 10% degli aventi titolo, di cui al precedente comma, e comunque del 4% del numero totale dei dipendenti. La richiesta deve inoltre essere giustificata dalla necessità di:
  - a) eventuali spese sanitarie per terapie e interventi straordinari riconosciuti dalle competenti strutture pubbliche;
  - b) acquisto della prima casa di abitazione per sé o per i figli, documentato da contratto preliminare (compromesso) o atto notarile di compravendita.

L'anticipazione può essere ottenuta una sola volta nel corso del rapporto di lavoro e viene detratta, a tutti gli effetti dal trattamento di fine rapporto. Nell'ipotesi di cui all'art. 2122 la stessa anticipazione è detratta dall'indennità prevista dalla norma medesima. Condizioni di miglior favore possono essere previste dai contratti collettivi o da patti individuali.
I contratti collettivi nazionali di lavoro possono altresì stabilire criteri di priorità per l'accoglimento delle richieste di anticipazione». Altri riferimenti successivi per l'anticipazione del TFR sono: L. 29.05.1982, n. 297 - Art. 7, c. 1, L. 8.03.2000, n. 53 - sent. corte costituzionale 18.03.1991, n. 142 - sent. corte di cassazione 11.04.1990, n. 3046 - C.M. Lav. 29.11.2000, n. 85.
Tale trattamento, come si accennava, rappresenta un vero e proprio compenso differito al momento della cessazione del rapporto di lavoro, al fine di favorire al lavoratore il superamento delle difficoltà economiche connesse con il venir meno della retribuzione. Ci sono altre forme di "compenso" per la cessazione del rapporto di lavoro, come la "buonuscita" o il "golden handshake" degli americani. È parte integrante del salario lordo, ma non disponibile immediatamente: si tratta di un salario differito, del quale è proprietario il singolo lavoratore, che il datore di lavoro trattiene e di cui è responsabile, con il compito di reinvestirlo all'interno dell'azienda.
Se l'azienda fallisce o è inadempiente al momento della liquidazione (interruzione del rapporto di lavoro) oppure di una richiesta di anticipo, l'INPS garantisce per il soggetto privato e paga la somma dovuta. Non esiste analoga garanzia per i contributi pensionistici mentre per i salari arretrati, limitatamente alle ultime tre mensilità, è prevista la garanzia da parte dello stesso Fondo presso l'INPS (D.Lgs. 27.01.1992 n. 80).

### Fondo di garanzia del TFR
Il lavoratore anche in caso di fallimento dell'impresa nella quale svolge la sua attività lavorativa, non perde il diritto a percepire il TFR, infatti mese per mese il datore di lavoro è obbligato a versare un contributo proporzionale alle retribuzioni pagate che varia in funzione della tipologia dei lavoratori. Con la legge finanziaria 2007 le imprese sono state parzialmente esonerate.

### Contabilità
È una posta contabile che è registrata in passivo di stato patrimoniale alla voce fondo accantonamenti TFR e, in contropartita, alla voce TFR in dare di conto economico (dunque, come costo).
Il TFR è una posta contabile che impatta sia Conto Economico che Stato Patrimoniale, e dunque varia l'utile. Si tratta in buona parte di un costo figurato nel senso che non è rappresentativo di uscite di cassa (ossia di un flusso finanziario) se non per le liquidazioni pagate nell'anno (ai dipendenti che vanno in pensione o a quanti chiedono un anticipo). È, quindi, un accantonamento contabile, non monetario.
Un accenno merita la valutazione attuariale del TFR secondo lo IAS 19 introdotta nei nuovi bilanci delle società redatti conformemente ai principi IAS/IFRS (International Accounting Standard e International Financial Reporting Standard), tale valutazione attuariale riguarda (d.lgs 38/2005) le società quotate, le assicurazioni, le banche, le Sim, le Società Finanziarie ex art 107 TUB e le Sgr.
Il TFR, per il periodo in cui non è corrisposto al lavoratore e resta a disposizione dell'impresa, rappresenta per questa una fonte di autofinanziamento di primaria importanza; esso richiede infatti un tasso di rivalutazione inferiore al costo del debito e del capitale proprio. Il TFR maturato in un anno è pari alla retribuzione annuale, comprensiva di tredicesima e quattordicesima, divisa per 13,5 (Esempio: per una retribuzione mensile pari a 1.000 euro la quota di TFR annuale accantonata è 1 037 euro, rivalutata annualmente).
Il metodo di calcolo del TFR non può essere modificato in meglio ma solo in peggio secondo accordi e contratti collettivi. Ai fini dell'applicazione del tasso di rivalutazione di cui al comma precedente, per frazioni di anno, l'incremento dell'indice ISTAT è quello risultante nel mese di cessazione del rapporto di lavoro rispetto a quello di dicembre dell'anno precedente. Le frazioni di mese uguali o superiori a quindici giorni si computano come mese intero".
Per legge (codice civile) subisce ogni anno una rivalutazione pari all'1,5% + 75% dell'aumento dell'indice dei prezzi al consumo per le famiglie di operai ed impiegati, accertato dall'ISTAT. Il tasso complessivamente si attesta intorno al 2,5% all'anno, ed è un tasso reale perché indicizzato all'inflazione, anche se solo parzialmente. Il tasso di inflazione programmata viene ufficializzato con decreto del Presidente del Consiglio nel mese di ottobre. Si tratta quindi di un reddito sicuro, che è garantito (dall'INPS) da rischi finanziari o frodi, e dalla perdita del potere di acquisto del denaro. Le voci di bilancio che interessano il TFR sono variate a fine anno per la rivalutazione. Invece, le eventuali quote prelevate dai lavoratori non incidono sul risultato di esercizio ma solo sulla consistenza degli aggregati patrimoniali (uscita di cassa e, in contropartita, una diminuzione della voce C "Trattamento di fine rapporto di lavoro subordinato" del passivo di stato patrimoniale).
Per calcolare il TFR bisogna dividere la retribuzione annua per 13,5. Da questa cifra va sottratta una ritenuta dello 0,5% per l’Inps, calcolata sull’imponibile contributivo. Quest’ultima somma serve per alimentare un fondo dell’Inps (Istituto Nazionale della Previdenza Sociale) e assicurare che i lavoratori ricevano la liquidazione anche se l’azienda fallisce.
13,5 è un valore convenzionale utilizzato ugualmente sia che il lavoratore percepisca 13 mensilità, sia che ne percepisca 14
Ecco un esempio pratico. Nel caso in cui il reddito annuale del 2015 di un lavoratore sia di 25.000 euro, la parte di liquidazione accantonata nei 12 mesi sarà la seguente:
- quota al lordo del contributo Inps: 25000:13,5 = 1851,85 €
- ritenuta ai fini Inps: 25000 x 0,005 = 125 €
- TFR annuo netto: 1851,85 – 125 = 1726,85 €

Il lavoratore dipendente da più di 8 anni consecutivi ha la facoltà di chiedere al datore di lavoro un anticipo sul TFR, fino a quel momento maturato, nella misura massima del 70% e solo per spese urgenti rigorosamente documentate quali:
- Spese sanitarie per terapie ed interventi straordinari riconosciuti da strutture pubbliche;
- Acquisto prima casa per sé o per i figli, documentato da atto notarile o con mezzi di prova idonei;
- Spese da sostenere durante i periodi di astensione facoltativa per paternità fruibili fino al compimento dell'ottavo anno del bambino;
- Spese per congedi di formazione.

I datori di lavoro sono obbligati a soddisfare le richieste dei dipendenti entro il 10% degli aventi titolo o il 4% del numero totale dei dipendenti. Il TFR non esiste in molti Paesi dell'area UE (ad esempio in Francia, Germania, Spagna, Regno Unito).

## La riforma del novembre 2005
Con il decreto legislativo 5 dicembre 2005 n. 252 è stata emanata la nuova riforma della previdenza complementare. Con questa legge si regola la destinazione del TFR ai fondi pensione complementari, tramite il meccanismo del silenzio-assenso.
Dal 1º gennaio 2007 il lavoratore dipendente dovrà scegliere se mantenere il TFR nella sua forma attuale oppure destinarlo alla costruzione di una pensione integrativa, versandolo ai fondi pensione (sia di categoria che aperti). La riforma non si applica ai dipendenti del pubblico impiego.
Sempre dal 1º gennaio 2007 scatta il decorso dei sei mesi entro i quali i lavoratori che non hanno ancora scelto dove dirigere il proprio TFR, dovranno notificare se usare il proprio TFR per i fondi pensione o meno. In mancanza di una comunicazione, scatta il meccanismo di silenzio-assenso e il TFR viene trasferito automaticamente nei fondi.
Il datore di lavoro, invece, in assenza della decisione dei propri dipendenti, avrà l'obbligo di versare il TFR verso il nuovo Fondo per l'erogazione del TFR, gestito dall'Inps. Entro 30 giorni dalla data di pubblicazione del decreto, inoltre, i Fondi pensione dovranno adeguare i propri statuti e le imprese di assicurazione costituire il patrimonio separato e autonomo per la gestione di forme previdenziali mediante contratti di assicurazione sulla vita. Secondo l'allora Ministro del Lavoro del Governo Prodi II, l'On. Cesare Damiano, il lavoratore, al momento della cessazione del rapporto di lavoro, potrebbe preferire, invece di una cifra unica da investire, una pensione mensile che si avvicini di più al suo salario precedente. Questo implica che il lavoratore abbia aderito, durante i suoi anni di attività, ad una forma di previdenza complementare, in modo che alla sua pensione si sommi una seconda rendita. Nelle intenzioni del governo ciò avrebbe dovuto far decollare la previdenza complementare, ma fino al 2006 pochi lavoratori hanno aderito.
Quindi dal 1º gennaio al 30 giugno 2007 i lavoratori hanno la possibilità di prendere in considerazione tale opzione potendo optare tra forme tradizionali e previdenza complementare. Secondo alcune stime la pensione integrativa, cumulata con quella INPS, dovrebbe garantire alle future generazioni di lavoratori una pensione mediamente pari al 70 - 80% dell'ultimo salario e di mantenere sostanzialmente invariato il tenore di vita raggiunto a conclusione della vita lavorativa.
Con la sola pensione di base la percentuale di reddito si assesterebbe intorno al 40 - 50% per molte categorie di lavoratori. Va comunque precisato che queste percentuali potrebbero variare notevolmente da caso a caso; inoltre nessuna previsione di questo tipo può essere completamente attendibile, visto che si basa sull'andamento futuro del mercato economico, che non può essere determinato con esattezza.
La normativa opera una distinzione fra aziende con meno o più di 50 dipendenti. Per le prime, se il lavoratore sceglie di mantenere il TFR nella sua forma originaria, nulla cambia. Come disciplinato dal codice civile, il TFR è rivalutato ogni anno, il lavoratore incassa il TFR maturato al momento della cessazione del rapporto di lavoro per dimissioni, licenziamento, pensionamento, a chiedere un anticipo fino a 1/3 della liquidazione dopo 8 anni di servizio per il pagamento della casa o di spese di salute. Anche nelle aziende con più di 50 dipendenti, è possibile rilasciare il TFR al proprio datore di lavoro. L'azienda è però obbligata a trasferire le somme presso un fondo unico nazionale, gestito direttamente dall'INPS. In caso di cessazione del rapporto di lavoro, oppure di una richiesta di anticipo, il datore di lavoro dovrà pagare al dipendente, per poi rivalersi a sua volta sul fondo previdenziale. La scelta di conferire il TFR al datore di lavoro è reversibile, nel senso che in un secondo momento è possibile disporre il versamento all'INPS o al fondo pensione privato; anche nelle aziende con meno di 50 dipendenti, una volta destinata la somma all'INPS o al fondo privato, non è più possibile destinarla di nuovo all'azienda.
Per le aziende che hanno più di 50 dipendenti, invece, la scelta del dipendente di mantenere il TFR nella forma di liquidazione comporterà che la quota di TFR non sia più mantenuta all'interno del sistema contabile della azienda, ma venga dalla stessa versata a un fondo pensione privato oppure all'INPS che si occuperà di rivalutarlo e renderlo disponibile al lavoratore al momento del suo allontanamento dall'azienda.
Nel caso di "silenzio-assenso" (caso in cui il dipendente già in forze non abbia dichiarato la sua scelta entro il 30 giugno 2007 oppure il neo assunto non la dichiari entro sei mesi dalla data di ingresso in azienda) il TFR verrà trasferito di legge alla forma pensionistica complementare che nell'azienda stessa abbia raccolto il maggior numero di adesioni; solitamente, quello di categoria (es: per i metalmeccanici Fondo Cometa), ma non necessariamente. Solo nel caso in cui all'interno dell'azienda non sia previsto alcun fondo, né chiuso né aperto (ad esempio, il contratto del lavoratore non preveda un fondo di categoria), il Tfr andrà a confluire presso una forma pensionistica residuale (così chiamata perché è destinata ai residui lavoratori) istituita presso l'INPS.
Esiste poi per le aziende (sia per quelle il cui contratto di lavoro prevede un fondo di categoria sia per quelle per cui tale fondo non è previsto) la possibilità di stipulare un accordo con i propri dipendenti (direttamente o tramite le rappresentanze sindacali) mediante il quale dare al lavoratore una terza alternativa per la costruzione del proprio piano di integrazione pensionistica, ovvero l'adesione a fondi pensione aperti (di solito istituiti da società di gestione del risparmio o da società assicurative) su cui fare confluire il TFR.
Qualora il dipendente decida di fare confluire il suo TFR ad un fondo pensione (sia per adesione ad un fondo di categoria che per adesione ad un fondo stabilito da accordo collettivo con il datore di lavoro), oltre che versare al fondo il TFR, potrà godere del versamento di un contributo obbligatorio da parte del datore di lavoro e decidere poi di versare un contributo volontario (che ridurrà l'imponibile fiscale nel limite di 5.164,57 euro).
In ogni caso, il TFR verrà tolto dalle imprese con più di 50 dipendenti e trasferito a soggetti esterni. Questi godranno pertanto del finanziamento un tempo diretto alle imprese, con il risultato che si spostano, invariati, capitali di finanziamento a soggetti diversi. Il TFR era un'importante fonte di autofinanziamento delle imprese, che sarà sostituito da un taglio al cuneo fiscale, e da fideiussioni bancarie garantite dallo Stato, per garantire alle aziende le stesse possibilità di accesso al credito.
Dello sconto fiscale beneficeranno anche i lavoratori, in quanto la tassazione sul TFR in molti casi sarà inferiore rispetto al passato (in tali casi si passerà da un 23% circa attuale ad una tassazione variabile tra il 15% ed il 9% a seconda della anzianità contributiva).

### I primi risultati della riforma
Secondo le prime stime, fornite dalla COVIP, i lavoratori dipendenti del settore privato iscritti ai fondi pensione negoziali e ai fondi pensione preesistenti, dopo il semestre di avvio della riforma, superano i 2,2 milioni. Il tasso di adesione stimato è di circa il 28%. Le adesioni per la medesima tipologia di lavoratori e di fondi a fine 2006 era di 1.687.000 unità, pari al 20,7%. C'è stato quindi un incremento di circa 7 punti percentuali (circa 580.000 unità) dovuto alle adesioni esplicite. Questi dati non prendono però in considerazione la quota di lavoratori che aderiranno ad una forma di previdenza complementare in seguito al meccanismo del "silenzio-assenso". Secondo una stima della COVIP, gli iscritti a regime si attesteranno verosimilmente su una quota superiore al 30%. Bisogna tuttavia constatare che la quasi totalità dei lavoratori ha scelto di esprimere la propria scelta sulla destinazione del proprio TFR e che la grande maggioranza ha optato per il mantenimento in azienda del TFR.

## La Finanziaria 2007
Viene costituito il Fondo per l'erogazione del TFR ai lavoratori dipendenti privati, gestito dall'INPS per conto della Tesoreria di Stato (art. 1 comma 755).
Le imprese con più di 50 dipendenti sono tenute a versare il TFR inoptato - ovvero la cui destinazione non è stata scelta dal dipendente - in questo fondo; l'INPS provvede a pagare il TFR al dipendente che cessi il rapporto lavorativo. La richiesta da parte del dipendente deve comunque essere inoltrata al datore di lavoro, il quale la trasmetterà all'INPS (art. 1 comma 756).
Dal Fondo per l'erogazione del TFR ai lavoratori dipendenti privati vengono recuperate le risorse per finanziare gli interventi di natura prevista dall'Elenco 1 presente nel comma 758 dell'articolo 1, per gli anni fino al 2009.
Il Ministro del Lavoro e della Previdenza Sociale provvede ad informare il Parlamento sull'utilizzo delle risorse del Fondo tramite una relazione da presentarsi entro il 30 settembre di ogni anno.

### Proroga del meccanismo di copertura di spese con la Finanziaria 2010
In uno degli articoli del maxi emendamento presentato dal Governo alla legge finanziaria 2010 è previsto che il TFR giacente presso le imprese con più di 50 dipendenti, con medesima procedura prevista con la legge finanziaria del 2007, sia utilizzato come copertura economica di circa 1/3 dell'intera manovra (3,1 miliardi), a copertura di una serie di spese contenute in un elenco, allo stesso modo della finanziaria 2007, che esauriva le spese ivi previste per il 2009.

## TFR in busta paga - Legge di stabilità
Dal 3 aprile 2015, con il DPCM29/2015 pubblicato sulla gazzetta ufficiale n. 65/2015, i lavoratori dipendenti delle aziende private hanno la possibilità di farsi liquidare sullo stipendio una parte del TFR. L'operazione "TFR in busta paga" entra dunque nella fase operativa secondo il comma 26 dell'art. 1 della L. 190/2014.

## Il TFR nel pubblico impiego
Sono stati assoggettati al regime di TFR di cui alla legge n. 297 del 29 maggio 1982- in attuazione del D.P.C.M. 20/12/1999 - i dipendenti pubblici assunti con contratto a tempo determinato in servizio al 30 maggio 2000, i dipendenti assunti in data successiva al 30 maggio 2000 con contratto della durata minima di 15 giorni continuativi nel mese ed il personale a tempo indeterminato assunto con decorrenza dal 1º gennaio 2001. Tutti gli altri dipendenti pubblici restano assoggettati al vecchio regime di trattamento di fine servizio (TFS) a meno che non aderiscano alla previdenza complementare e automaticamente al TFR, sulla base dell'art.59 comma 56 della legge 27 dicembre 1997, n. 449. Nel pubblico impiego i dipendenti non hanno - allo stato attuale - il diritto all'anticipo del TFR. Il TFR viene erogato ai pubblici dipendenti dall'INPDAP. Per i dipendenti della scuola è attivo il Fondo Espero.

## Stati Uniti
Negli Stati Uniti, il Fair Labor Standards Act (FLSA) non prevede alcun requisito per la buonuscita. Si tratta invece di un accordo tra datori di lavoro e dipendenti.
Gli accordi di buonuscita, tra le altre cose, potrebbero impedire a un dipendente di lavorare per un concorrente e rinunciare a qualsiasi diritto di perseguire un'azione legale contro l'ex datore di lavoro. Inoltre, un dipendente potrebbe rinunciare al diritto di cercare un'indennità di disoccupazione. Un avvocato del lavoro può essere contattato per assistere nella valutazione e revisione di un accordo di buonuscita. In alcuni casi, i pagamenti continueranno solo finché l'ex dipendente non avrà trovato un altro lavoro.
Gli accordi di buonuscita non possono contenere clausole che impediscano ai dipendenti di parlare con un avvocato per ottenere consigli sull'opportunità di accettare l'offerta, o di parlare con un avvocato dopo aver firmato. L'offerta non può inoltre richiedere che il dipendente commetta un reato, come la mancata comparizione soggetta a citazione in giudizio per procedimenti relativi all'azienda.
Può tuttavia impedire la presentazione di una causa contro l'azienda per licenziamento ingiusto, discriminazione, molestie sessuali, ecc.
I trattamenti di fine rapporto sono spesso negoziabili e i dipendenti possono assumere un avvocato per esaminare il pacchetto (in genere a pagamento) e potenzialmente negoziare. Tuttavia, i dipendenti non hanno mai diritto ad alcun pacchetto di buonuscita in caso di licenziamento o licenziamento temporaneo.
I trattamenti di fine rapporto variano a seconda del paese, a seconda della normativa governativa. Ad esempio, ai sensi dell'Age Discrimination in Employment Act (ADEA), i dipendenti di età superiore ai quarant'anni (40) hanno diritto a 21 giorni per esaminare e firmare la propria offerta di buonuscita. Se un datore di lavoro richiede a un dipendente di età superiore ai 40 anni di esaminare e firmare un'offerta di buonuscita in meno dei 21 giorni conformi, deve concedere ai dipendenti più tempo per esaminarla.
Nel febbraio 2010, una sentenza del distretto occidentale del Michigan ha stabilito che l’indennità di buonuscita non è soggetta alle imposte FICA, ma è stata annullata dalla Corte Suprema nel marzo 2014.

### Portorico
I datori di lavoro sono tenuti a pagare l'indennità di buonuscita dopo che un dipendente che lavora a Porto Rico viene licenziato. Ai dipendenti non è consentito rinunciare a questo pagamento. L'indennità di buonuscita non è richiesta se il dipendente è stato licenziato per "giusta causa".
La giusta causa è soddisfatta in una qualsiasi delle seguenti situazioni: il dipendente ha avuto un modello di condotta impropria o disordinata; il dipendente ha lavorato in modo inefficiente, tardivo, negligente, scadente; il dipendente ha ripetutamente violato le regole ragionevoli e scritte del datore di lavoro; il datore di lavoro ha avuto una chiusura totale, temporanea o parziale delle operazioni; il datore di lavoro ha avuto cambiamenti tecnologici o di riorganizzazione, cambiamenti nella natura del prodotto realizzato e cambiamenti nei servizi resi; o il datore di lavoro ha ridotto il numero di dipendenti a causa di una diminuzione effettiva o prevista della produzione, delle vendite o dei profitti.
Un dipendente con meno di cinque anni di servizio presso il datore di lavoro deve ricevere un'indennità di buonuscita pari a due mesi di stipendio, più un'ulteriore settimana di stipendio per ogni anno di servizio. Un dipendente con più di cinque anni ma meno di quindici anni di servizio deve ricevere un'indennità di buonuscita pari a tre mesi di stipendio, più un'ulteriore due settimane di stipendio per ogni anno di servizio. Un dipendente con più di quindici anni di servizio deve ricevere un'indennità di buonuscita pari a sei mesi di stipendio, più un'ulteriore tre settimane di stipendio per ogni anno di servizio.

## Canada
L'importo dell'indennità di buonuscita dovuta a un dipendente licenziato senza giusta causa varia tra il diritto comune (diritto emanato dal giudice) e il diritto del lavoro.

### Ai sensi del diritto del lavoro
In Ontario, l'importo dell'indennità di buonuscita ai sensi della legge sul lavoro è stabilito in Ontario dall'Employment Standards Act (ESA), che è anche spiegato in 'Your Guide to the Employment Standards Act's Severance Pay Section'. L'importo dell'indennità di buonuscita ai sensi della legge sul lavoro in Ontario può essere calcolato utilizzando lo strumento del governo dell'Ontario. Nella sezione licenziamento ingiusto della guida ESA è affermato: "Le norme dell'ESA in merito alla risoluzione e alla cessazione del rapporto di lavoro sono requisiti minimi. Alcuni dipendenti possono avere diritti ai sensi del diritto comune che sono maggiori dei diritti al preavviso di risoluzione (o all'indennità di fine rapporto) e all'indennità di buonuscita ai sensi dell'ESA. Un dipendente può voler citare in giudizio il proprio ex datore di lavoro per licenziamento ingiusto".

### Secondo il diritto comune
Il diritto comune prevede diritti superiori al minimo, utilizzando un insieme di fattori ben riconosciuti da Bardal v Globe and Mail Ltd, ossia i fattori Bardal, che includono:
- la durata del servizio del lavoratore,
- l'età del lavoratore,
- la natura dell'impiego (più anzianità, tempo più lungo necessario per raggiungere la stessa anzianità, funzione lavorativa)
- la disponibilità di un impiego simile, tenendo conto dell'esperienza, della formazione e delle qualifiche del dipendente (la probabilità di ottenere un impiego simile in futuro).

Esiste un calcolatore di buonuscita basato sui "Bardal Factors" di common law che prevede l'importo di buonuscita dovuto come determinato dal tribunale. L'obiettivo è di fornire un preavviso o una retribuzione sostitutiva sufficiente affinché il dipendente trovi un impiego comparabile. A differenza del preavviso minimo legale, i tribunali assegneranno molto più di 8 settimane se giustificato dalle circostanze, con oltre 24 mesi di retribuzione in danni possibili. Altri fattori considerati possono includere:
- Incentivo: se il lavoratore è stato convinto a lasciare un precedente lavoro per un altro, potrebbe ottenere un compenso extra, soprattutto se la sua precedente posizione era molto stabile e non stava cercando un nuovo lavoro.
- Malafede: se il lavoratore è stato licenziato in modo particolarmente crudele, è stato molestato o fatto oggetto di mobbing dal suo datore di lavoro, potrebbe essere richiesto un risarcimento extra[16].
- Obbligo di attenuazione: il lavoratore deve dimostrare di essere attivamente alla ricerca di un altro lavoro.
- Condotta dolosa del dipendente: non si tratta semplicemente di non fare un buon lavoro, ma di essere deliberatamente e sconsideratamente negligenti o disobbedienti.

Il fattore più importante nel determinare la buonuscita è la re-impiegabilità. Se qualcuno è in un campo o mercato in cui avrà grandi difficoltà a trovare lavoro, il tribunale fornirà una buonuscita maggiore. Il motivo è che lo scopo principale della buonuscita è quello di fornire al dipendente licenziato ingiustamente l'opportunità di ottenere un altro impiego entro il periodo previsto.

#### Licenziamento per giusta causa e risoluzione senza giusta causa
Nel diritto comune canadese, esiste una distinzione di base per quanto riguarda i licenziamenti. Esistono due tipi fondamentali di licenziamenti, o licenziamenti di fine rapporto: licenziamento con giusta causa e licenziamento senza giusta causa. Un esempio di causa sarebbe il comportamento di un dipendente che costituisce una violazione fondamentale dei termini del contratto di lavoro. Laddove esista una causa, il datore di lavoro può licenziare il dipendente senza fornire alcun preavviso. Se non esiste una causa ma il datore di lavoro licenzia senza fornire un preavviso legale, allora il licenziamento è un licenziamento ingiusto.

#### Contenzioso per licenziamento ingiusto
In Ontario, vi è un limite di tempo di due anni dalla data di cessazione del rapporto per citare in giudizio il datore di lavoro. Questa controversia segue la procedura civile in Ontario. Prima di iniziare un procedimento giudiziario, ci sono altre opzioni, come la negoziazione, la mediazione e l'arbitrato.
In genere, in una causa civile, nel 2019, può costare tra i 1.500 e i 5.000 dollari avviare un'azione e far sì che un avvocato consegni una dichiarazione di richiesta. Rispondere ai documenti della parte avversa e condurre gli esami per la scoperta probabilmente comporterà altri 3.500-5.000 dollari. La preparazione e la presentazione del proprio caso al processo probabilmente aggiungeranno altri 5.000-15.000 dollari alle proprie spese legali. Queste spese legali sono deducibili dalle imposte sul reddito.
Esistono servizi di informazione legale e di riferimento gratuiti offerti su base confidenziale e finanziati dal governo (The Access to Justice Fund) per tutti i settori del diritto nelle principali città, come l'Ottawa Legal Information Centre.

## Regno Unito
Nel Regno Unito la legge sul lavoro prevede la retribuzione per licenziamento. L'importo di essa è di £ 17.130.

## Paesi Bassi
La legge olandese prevede che un'indennità di transizione (transitievergoeding) sia dovuta al dipendente entro un mese dalla fine del rapporto di lavoro se esso è stato risolto dal datore di lavoro e non dal dipendente, anche se il datore ha scelto di non rinnovare un contratto di lavoro temporaneo, salvo se la risoluzione è stata dovuta a una grave colpa del dipendente o se esso ha raggiunto l'età pensionabile. L'importo della compensazione è normalmente pari a un terzo di un mese di retribuzione imponibile per anno di lavoro, che include un importo proporzionale pari a tutti i bonus pagati nei tre anni precedenti. Tale somma non può superare il maggiore tra € 94.000 o un anno di stipendio lordo. Tale pagamento è soggetto alle normali imposte sul reddito.

## Lussemburgo
In Lussemburgo, il trattamento di fine rapporto in caso di cessazione del contratto di lavoro è dovuta dopo cinque anni di servizio presso un unico datore di lavoro, a condizione che il dipendente non abbia diritto a una pensione di vecchiaia e la cessazione sia dovuta a licenziamento per eccesso di personale, licenziamento ingiusto o sia coperta da un contratto collettivo di lavoro. L'importo legale della retribuzione dipende dagli anni di servizio e dal preavviso fornito della cessazione imminente, ma tutti i trattamento di fine rapporto sono generalmente esenti dall'imposta sul reddito.

## Cina

### Cina continentale
L'indennità di buonuscita nella Cina continentale si baserà sul numero di anni in cui il dipendente ha lavorato per il datore di lavoro al tasso di un mese di stipendio per ogni anno intero lavorato. Qualsiasi periodo non inferiore a sei mesi ma inferiore a 12 mesi sarà conteggiato come un anno di lavoro. L'indennità di buonuscita pagabile a un dipendente per qualsiasi periodo inferiore a sei mesi sarà pari alla metà del suo stipendio mensile.
Se lo stipendio mensile di un dipendente è superiore a 3 volte lo stipendio mensile medio locale nel luogo in cui ha sede il datore di lavoro, l'importo dell'indennità di buonuscita da versare sarà pari a 3 volte lo stipendio mensile medio locale e non potrà avere una durata superiore a 12 anni.
Qualora un dipendente riceva un reddito forfettario (compreso il risarcimento economico, le indennità di sostentamento e altri sussidi concessi da un datore di lavoro) dalla cessazione del rapporto di lavoro con il datore di lavoro, la parte del reddito che non supera di oltre tre volte l'importo medio della retribuzione dei dipendenti nell'area locale dell'anno precedente sarà esente dall'imposta sul reddito delle persone fisiche.
La frazione della retribuzione che supera 3 volte lo stipendio medio annuo locale sarà tassata come imposta sul reddito individuale come segue: per quei dipendenti che ricevono una retribuzione forfettaria, la somma forfettaria può essere considerata come ricevere stipendi mensili in una volta e sarà assegnata a un certo periodo in importo medio. Questo importo medio sarà calcolato dividendo la somma forfettaria per gli anni di servizio con l'attuale datore di lavoro e sarà tassato come stipendi mensili. Per il numero di anni di servizio con l'attuale datore di lavoro, dovrebbe essere considerato il numero effettivo di anni.

### Hong Kong
A Hong Kong, un dipendente assunto con un contratto continuativo per almeno 24 mesi ha diritto all'indennità di buonuscita se:
- è licenziato per motivi di esubero di personale;
- il suo contratto di lavoro a tempo determinato scade senza essere rinnovato a causa di licenziamento;
- è licenziato[30]

## Polonia
In Polonia la buonuscita è regolata dalla legge sui licenziamenti collettivi e può spettare al dipendente se:
- il dipendente viene licenziato nell'ambito della procedura di licenziamento collettivo (licenziamenti collettivi), oppure
- il licenziamento è individuale ma avviene esclusivamente per motivi estranei alla condotta e alle prestazioni del dipendente, a condizione che il datore di lavoro impieghi almeno 20 dipendenti.

L'importo della buonuscita è pari a:
- 1 mensilità di stipendio per i dipendenti con anzianità di servizio inferiore a 2 anni (presso il datore di lavoro in questione);
- 2 mensilità di stipendio per i dipendenti con anzianità di servizio di 2-8 anni (presso il datore di lavoro indicato);
- 3 mensilità di stipendio per i dipendenti con anzianità di servizio superiore a 8 anni (presso il dato datore di lavoro).

La buonuscita massima è limitata a 15 volte lo stipendio minimo legale.